# Нахид Куленовић
Нахид Куленовић (Брчко, 5. јул 1929. — Минхен, 30. јун 1969) је био син Џафера Куленовића, хрватски политичар и припадник Хрватског ослободилачког покрета. Био је познат и као колумниста, уредник (Хрватска слобода, Хрватска стража) и активиста. Био је ожењен Маријом Дежелић, ћерком познатог хрватског активисте, Берислава Ђуре Дежелића.
Куленовића је убила југословенска Служба државне безбедности (СДБ) у Минхену јуна 1969. године.